# Uroblaniulus dixinus
Uroblaniulus dixinus är en mångfotingart som beskrevs av Chamberlin 1951. Uroblaniulus dixinus ingår i släktet Uroblaniulus och familjen Parajulidae. Inga underarter finns listade i Catalogue of Life.